# Anel Raskaj
Anel Raskaj (19 de agosto de 1989) es un futbolista kosovar que juega como centrocampista en el Örgryte IS de la Superettan.

## Trayectoria

### Halmstads BK

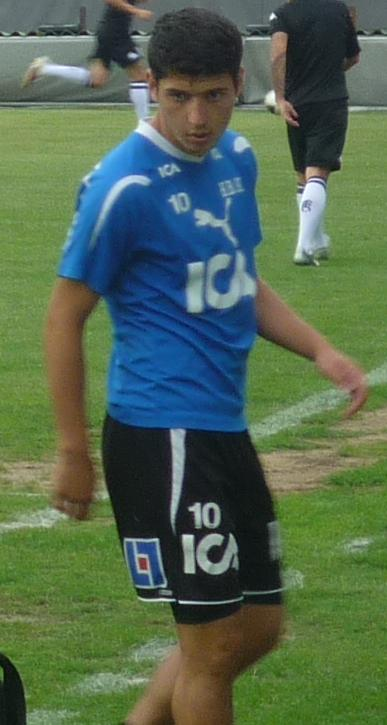
Raskaj con Halmstads BK en 2010

Raskaj empieza a jugar fútbol para el KF Liria, en Prizren, SFR Yugoslavia. A los 14 se muda con su familia a Halmstad en Suecia, donde continúo su carrera de fútbol en SI Leikin, aun así esto sólo fue por unos cuantos meses antes de dejarlos para irse a los rivales locales Halmstads BK. A pesar de que no haya sido seleccionado como trainee, un jugador del equipo joven con el equipo sénior, en 2007 fue puesto en el banco contra IFK Göteborg en Allsvenskan y en el siguiente juego de visita contra Kalmar FF  hace su debut, reemplazando a Martin Fribrock, algunos días después de su 18.º cumpleaños.
En el 2008 se convierte en miembro del equipo sénior, principalmente siendo utilizado como extremo izquierdo. En 2009 Raskaj y Michael Görlitz eran los únicos en jugar todos los juegos de liga de la temporada (30 partidos en total), también representó el club en todo los otros 17 juegos del años (2 de la Copa de Suecia y 15 partidos amistosos), por ello siendo el único jugador que había jugado en todos los partidos del club en aquel año. Anel Raskaj consigue su primer gol en liga el 2009 contra el Kalmar FF.
La Temporada 2010 vio a Janne Andersson dejar el Halmstads BK, siendo reemplazado por Lars Jacobsson, el ayudante de entrenador anterior. Lars continuó con el sistema 4-5-1, Raskaj jugó la mayoría de sus partidos en el lado correcto del mediocampo, en pocos siendo utilizado como extremo izquierdo. El marca su segundo gol en la temporada cuando Halmstad  gana 4-0 al Åtvidabergs Ss. La temporada 2011 empezó como la anterior, Lars Jacobsson dejó el club y es reemplazado por Josep Clotet Ruiz, junto con el director nuevo vino un número de centrocampistas españoles, con lo cual Anel empezó los primeros partidos de liga como suplente, en contra las expectativas de muchas personas. En la segunda mitad de esa temporada los españoles dejaron el club y Clotet Ruiz fue despedido siguiendo una serie de resultados pobres, bajo el nuevo director Jens Gustafsson Raskaj regresó a la titularidad, aun así siendo incapaz de ayudar al Halmstad del descenso.
Finalmente en 2011, varios jugadores del Halmstad deciden dejar el club, con Anel Raskaj incluido, una vez finalizado su contrato. Los rumores lo colocaban a una posible transferencia entre el Örebro SK y el Kalmar FF.

### Sandnes Ulf
El 30 de enero de 2012, el recién ascendido a Eliteserien,Sandnes Ulf, confirmó que habían fichado a Raskaj con un contrato de un años, el cual se extendió hasta el 2016, logrando un total de tres goles y cuatro asistencias.

### AFC Eskilstuna
El 27 de diciembre de 2016, Raskaj firmó con el equipo recién ascendido a la Allsvenskan, el AFC Eskilstuna. El 2 de abril de 2017,  hace su debut en un 3–1 de visita contra GIF Sundsvall después de ser nombrado en el equipo inicial.

### Prishtina
El 11 de agosto de 2017. Raskaj Firmó con el equipo de la Superleague de Kosovo, Prishtina. El 20 de agosto de 2017,  hizo su debut en un 0–1 que terminó como derrota en contra el Drita después de ser nombrado como titular. El 29 de septiembre de 2017, Raskaj rescinde su contrato con Prishtina, por no haberse adaptado a la liga y al club.

### Su regreso a AFC Eskilstuna
El 18 de diciembre de 2017, Raskaj regresa a la Superettan con el AFC Eskilstuna. El 31 de marzo de 2018, hace su debut en un 0-0 contra el IK Brage como titular. Termina esa temporada con 2 goles y cinco asistencias, mientras que en la temporada 2019 jugó solamente siete partidos, sin anotar ni asistir.

## Estadísticas
| Rendimiento de club | Rendimiento de club | Rendimiento de club | Liga        | Liga  | Copa            | Copa            | Continental | Continental | Total       | Total |
| Temporada           | Club                | Liga                | Apariciones | Goles | Apariciones     | Goles           | Apariciones | Goles       | Apariciones | Goles |
| Suecia              | Suecia              | Suecia              | Liga        | Liga  | Copa de Suecia  | Copa de Suecia  | Europa      | Europa      | Total       | Total |
| ------------------- | ------------------- | ------------------- | ----------- | ----- | --------------- | --------------- | ----------- | ----------- | ----------- | ----- |
| 2007                | Halmstad            | Allsvenskan         | 3           | 0     | 0               | 0               | 0           | 0           | 3           | 0     |
| 2008                | Halmstad            | Allsvenskan         | 27          | 0     | 3               | 0               | 0           | 0           | 30          | 0     |
| 2009                | Halmstad            | Allsvenskan         | 30          | 1     | 2               | 0               | 0           | 0           | 32          | 1     |
| 2010                | Halmstad            | Allsvenskan         | 26          | 1     | 1               | 0               | 0           | 0           | 27          | 1     |
| 2011                | Halmstad            | Allsvenskan         | 26          | 0     | 2               | 0               | 0           | 0           | 28          | 0     |
| Noruega             | Noruega             | Noruega             | Liga        | Liga  | Copa de Noruega | Copa de Noruega | Europa      | Europa      | Total       | Total |
| 2012                | Sandnes             | Tippeligaen         | 21          | 3     | 1               | 0               | 0           | 0           | 22          | 3     |
| 2013                | Sandnes             | Tippeligaen         | 30          | 0     | 2               | 0               | 0           | 0           | 32          | 0     |
| 2014                | Sandnes             | Tippeligaen         | 26          | 0     | 1               | 0               | 0           | 0           | 27          | 0     |
| 2015                | Sandnes             | OBOS-ligaen         | 29          | 2     | 2               | 0               | 0           | 0           | 31          | 2     |
| 2016                | Sandnes             | OBOS-ligaen         | 25          | 0     | 3               | 0               | 0           | 0           | 28          | 0     |
| Total de carrera    | Total de carrera    | Total de carrera    | 243         | 7     | 17              | 0               | 0           | 0           | 260         | 7     |